# Batalha da Mina (1637)
A Batalha da Mina de 1637 foi um confronto militar entre os portugueses e holandeses que redundou na mudança de mãos da fortaleza de São Jorge da Mina em prol dos holandeses.
Em 1637, a Companhia Holandesa das Índias Ocidentais destacou nove navios de entre as forças que dispunham no Brasil para atacar os portugueses no continente americano e enviou-os contra a fortaleza da Mina. Para comandar a frota nomearam o coronel Hans Coine e entregaram-lhe 1300 homens ao todo. Desembarcaram a pouca distância de Cape Coast a 24 de Julho e avançaram de canoa pelo Rio Doce abaixo até à fortaleza portuguesa, levando consigo 800 soldados e provisões para três dias.
Uma colina, dita de Santiago, ficava padrasta ao forte e concluiu Coine que era necessária tomá-la para conquistar o forte. Na sua base encontravam-se, porém, 1000 guerreiros africanos aliados aos portugueses. Coine enviou quatro companhias de fusileiros a atacá-los mas acabaram aniquiladas. Melhor sorte teve um segundo destacamento holandês que atacou a colina pelo lado contrário e logrou desbaratar os indígenas. Os portugueses e os seus aliados nativos tentaram reconquistar a colina duas vezes mas falharam de ambas as vezes. Falhado o segundo ataque, os portugueses retiraram-se para um reduto que detinham no sopé da colina.
Protegia este reduto uma paliçada de madeira de um dos lados e um rio do outro. O coronel Coine decidiu atravessar o rio a vau e bombardear o forte com recurso a um morteiro e dois canhões. Ao fim de dois dias de bombardeio, exigiu à guarnição que se rendesse. O governador português pediu uma trégua de três dias para deliberar mas recusou-lha Coine, pois não dispunha de provisões senão para mais um dia. Para a colina de Santiago trouxe todas as suas tropas e continuou a bombardear o forte mas o bombardeamento revelou-se ineficaz. Compreendeu o coronel que teria de atacar o forte à escalada naquele dia ou abandonar o sítio. Mandou avançar um grupo de granadeiros mas antes que atacassem dois mensageiros foram enviados pelos portugueses para negociar a rendição.
Mediante a rendição, o governador, os soldados e os cidadãos residentes daquele local foram autorizados a partir para a ilha de São Tomé num navio. Aos holandeses caberia tudo, incluindo ouro, prata e escravos.